# Étienne-Théodore Cuenot

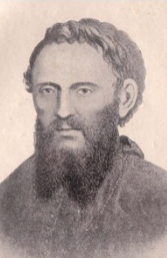
Étienne-Théodore Cuenot

Étienne-Théodore Cuenot (Le Bélieu (Doubs), 8 februari 1802 - Bình Định, 14 november 1861) was een Franse missiebisschop in Vietnam. Hij stierf als martelaar en werd in 1988 heilig verklaard als een van de martelaren van Vietnam.

## Levensloop
Cuenot trad binnen bij het Genootschap van Buitenlandse Missies van Parijs en hij werd priester gewijd in 1825. Hij werd uitgestuurd naar Tonkin en in 1831 werd hij aangesteld als coadjutor van de apostolisch vicaris van Oost-Cochin-China. Hij werd gewijd tot titulair bisschop van Metellopolis. In 1840 volgde hij Jean-Louis Taberd op als apostolisch vicaris. Het jaar erop leidde hij de eerste synode in het apostolisch vicariaat in Go Thi. Hij richtte ook een priesterseminarie op en liet missieposten stichten bij de volken in de hooglanden. Hij zag erop toe dat nieuwe apostolische vicariaten werden opgericht om de groeiende katholieke bevolking in het uitgestrekte gebied te bedienen. Hij werd gevangen genomen tijdens de christenvervolgingen onder keizer Tự Đức en ter dood veroordeeld. Hij werd gemarteld en opgesloten in een kooi. Hij stierf in de gevangenis van Bình Định voor het doodsvonnis kon worden voltrokken.

## Canonisatie
Étienne-Théodore Cuenot werd op 11 april 1909 zalig verklaard. Op 19 juni 1988 werd hij heilig verklaard samen met de andere martelaren van Vietnam.